# F. Edward Hébert
Felix Edward Hébert, född 12 oktober 1901 i New Orleans i Louisiana, död 29 december 1979 i New Orleans i Louisiana, var en amerikansk journalist och politiker (demokrat). Han var ledamot av USA:s representanthus 1941–1977 och ordförande i representanthusets försvarsutskott 1971–1975.
Hébert gick i skola i Jesuit High School och studerade vid Tulane University mellan 1920 och 1924 utan att utexamineras. Redan under skoltiden inledde han sin karriär som journalist. Han avbröt studierna när han 1924 anställdes på heltid av tidningen The Times-Picayune.
Hébert efterträdde 1941 Joachim O. Fernández som kongressledamot och efterträddes 1977 av Richard A. Tonry.